# OPUSAT
OPUSATこすもず（CosMoz）は大阪府立大学の小型宇宙機システム研究センター（SSSRC）が製造した超小型衛星。2014年2月28日にH-IIAロケット23号機によって打ち上げられた。

## 概要
人工衛星の設計・開発・試験・運用すべてを大阪府立大学の学生が主体となって行う事を目的として開発された。